# Андреас Буллер
Андреас Буллер (нім. Andreas Buller; нар. 1961, Абай, Казахська РСР) — німецько-російський філософ, фахівець з філософії історії та практичної філософії, автор науково-популярних монографій.

## Біографія
Буллер народився 1961 року в місті Абай Казахської РСР у родині російських німців, депортованих після Другої світової війни до трудового табору. Дитинство провів у Караганді, у бараку колишнього радянського табору Карлаг для військовополонених і політичних в'язнів.
Із 1990 року мешкає в Німеччині. У 2001 році захистив докторську дисертацію у Відкритому університеті Хагена (FernUniversität in Hagen) на тему: «Die Geschichtstheorien des 19. Jahrhunderts. Das Verhältnis zwischen historischer Wirklichkeit und historischer Erkenntnis bei K. Marx und J. G. Droysen. Beitrag zur transzendentalen Historik».
Викладає філософію в Swiss International School (Німеччина).

## Наукова діяльність
Буллер публікується німецькою, російською та англійською мовами. Його основні дослідницькі інтереси: філософія історії, пізнання минулого, поняття часу та «сліду», інтерпретація смерті, тоталітарна мова, спадщина В. C. Соловйова.
В його наукових роботах значне місце займає тематика філософії сліду. На праці Буллера про сліди насамперед відгукнулися історики.  У 2016 році Буллер опублікував книгу про сліди «Theorie und Geschichte des Spurbegriffs» для німецького читача. Книга витримала два видання.
Поняття сліду тісно пов’язане з поняттям смерті, якому Буллер присвятив свою книгу: «Тема смерти в философии, истории и литературе».
В актуальній публікації «Мораль и язык тоталитаризма: большевизма, национал-социализма и путинизма» (2023) Буллер порівнює мовні механізми більшовизму, нацизму та путінізму. Того ж року його працю було перекладено й англійською мовою під заголовком «Morality and Language of Totalitarianism. Moral Basics of Putinism». 
Інші праці присвячені аналізу праць Р. Козеллека, С. Л. Франка, А. Шопенгауера та російської релігійної філософії початку XX ст.
Для студентів історичних факультетів він підготував підручник «Вступ до теорії історії».

## Сприйняття та критика
Окремі праці Буллера згадувалися у публічних дискусіях. Його книга «Мораль и язык тоталитаризма: большевизма, национал-социализма и путинизма» стала темою відеоблогу російського опозиційного політика Максима Каца (YouTube: понад 800 тис. переглядів). Також філософ дав інтерв'ю журналу «Холод» під заголовком: «Пропаганда Третьего рейха и Путина использует одни и те же методы».
Публікації Буллера піддавалися також критиці в російській пресі, зокрема у газеті «Завтра», яка звинувачувала автора в «нав'язуванні західних цінностей» та «розбещенні молоді».
Після цього Буллер продовжив дослідження в галузі філософської освіти для дітей. У 2025 році в Швейцарії вийшла його книжка «Рассказы о философии для детей и взрослых» — філософський вступ до історії ідей у формі діалогу між дідусем і онукою.

## Зв'язки з Україною
Батьки Буллера — російські німці — народилися на чорноморському узбережжі України.
У 2016 році Андреас Буллер читав гостьові лекції як запрошений викладач на історичному факультеті Харківського національного університету імені В. Н. Каразіна. У тому ж 2016 році він дав інтерв'ю Харківському історіографічному збірнику, де також була опублікована його стаття «Питання Геродота».
Він також публікував свої статті у харківському філософському альманасі «Вторая навигация», який видається ТОВ «Видавництво Права Людини».
У своїй книжці про мову та мораль тоталітаризму (2023) Буллер засудив агресію Росії проти України.

## Вибрані публікації
- Die Geschichtstheorien des 19. Jahrhunderts. Das Verhältnis zwischen historischer Wirklichkeit und historischer Erkenntnis bei K. Marx und J. G. Droysen. Beitrag zur transzendentalen Historik. Берлін: Logos, 2002. — 214 с. — ISBN 978-3-8325-0089-4.
- Три лекции о понятии след. Санкт-Петербург: Алетейя, 2016. — 125 с. — ISBN 978-5-906792-86-0.
- Следы и слои прошлого (со статьями Р. Козеллека). Санкт-Петербург: Академическая книга, 2022. — 214 с. — ISBN 978-5-98712-286-0.
- Theorie und Geschichte des Spurbegriffs. Entschlüsselung eines rätselhaften Phänomens. Марбург: Tectum, 2016. — 134 S. — ISBN 978-3-8288-3753-9.
- Тема смерти в философии, истории и литературе. Санкт-Петербург: Алетейя, 2019. — 190 с. — ISBN 978-5-907189-24-9.
- В.С. Соловьёв и современность. Москва: Наука, 2018. — 184 с.— ISBN 978-5-02-040071-9.
- Die Kommunismusidee in der russischen Religionsphilosophie. Berlin: Logos, 2009. — 126 с. — ISBN 978-3-8325-2093-9.
- Введение в теорию истории: учебное пособие для вузов. Москва: Юрайт, 2018. — 180 с. — ISBN 978-5-534-05911-3.
- Мораль и язык тоталитаризма: большевизма, национал-социализма и путинизма. Берлін: LIT Verlag, 2023. — 151 с. — ISBN 978-3-643-25084-1.
- Morality and Language of Totalitarianism. Moral Basics of Putinism. Берлін: LIT Verlag, 2023. — 136 p. — ISBN 978-3-643-91447-2.
- Буллер, Андреас. Рассказы о философии для детей и взрослых / под ред. Е. Тонковой. — Цуг: Sandermoen Publishing, 2025.— ISBN 978-3-03974-072-7.